# وایلیا ماکنا (هاوایی)
وایلیا ماکنا (به انگلیسی: Wailea-Makena) یک منطقهٔ مسکونی در ایالات متحده آمریکا است که در شهرستان ماویی، هاوایی واقع شده‌است. وایلیا ماکنا ۶۹٫۵ کیلومتر مربع مساحت و ۵٬۶۷۱ نفر جمعیت دارد.